# Tatiana Gudkova
Tatiana Gudkova, född 23 december 1978, är en rysk friidrottare som tävlar i gång.

## Meriter
- Friidrott vid olympiska sommarspelen 2000 - 8:a (20 km gång)
- Världsmästerskapen i friidrott 2003 - 4:a (20 km gång)
- Världsmästerskapen i friidrott 2005 - 18 (20 km gång)